# .xxx
.xxx est un domaine de premier niveau commandité qui a pour but d'être assigné aux sites à caractère pornographique.

## Historique
En 2005, l'ICANN a accepté d'examiner la demande d'enregistrement. Après un rejet en 2007, l'ICANN a annoncé progresser vers la reconnaissance de ce nom de domaine en 2010, sans pour autant que celui-ci soit effectivement reconnu.
Depuis 2005, il y a eu des noms de domaines alternatifs à .xxx, par New.net.
L'ICANN donne finalement son accord pour l'enregistrement du nom de domaine le 18 mars 2011, le domaine est mis en place le 15 avril de la même année.